# Dyade (sociale wetenschappen)
Een dyade (Grieks: δυάς, duás= twee, tweetal, paar) is een groep bestaande uit twee personen. Zij is de kleinst mogelijke sociologische eenheid waarbij sprake kan zijn van interactie.
Doordat er slechts twee personen zijn, is er in deze groep slechts één relatie en daarmee een beperkte groepscomplexiteit. Dit maakt een sterke sociale controle mogelijk.
Simmel besteedde veel aandacht aan de dyade en de triade - een groep bestaande uit drie personen - onder meer in zijn vormenanalyse.